# Harcra fel!
A Harcra fel! (eredeti cím: Kickin' It) 2011-től 2015-ig futó amerikai vígjátéksorozat. A főbb szerepekben Leo Howard, Dylan Riley Snyder, Mateo Arias, Jason Earles, Olivia Holt és Alex Christian Jones látható.
2011. június 13-án került elsőként adásba az amerikai Disney XD-én. Magyarországon 2012. május 5-én mutatták be a Disney Csatornán

## Ismertető
A Strip bevásárlóközpontban található Bobby Wasabi Harcművészeti Akadémia a a Bobby Wasabi lánc legrosszabb dódzsója. A dojo imázsának javítása érdekében a mester felkéri Jacket, hogy csatlakozzon a dódzsóhoz. Ezenkívül a Bobby Wasabi Harcművészeti Akadémia tagjainak mindig követniük kell a Wasabi kódot.

## Szereplők
| Szereplő              | Színész              | Magyar hang     | Leírás                                |
| --------------------- | -------------------- | --------------- | ------------------------------------- |
| Jack Brewer           | Leo Howard           | Czető Ádám      | Harcos, szerelmes Kimbe.              |
| Milton David Krupnick | Dylan Riley Snyder   | Császár András  | Harcos, Julie barátja.                |
| Kim                   | Olivia Holt          | Pekár Adrienn   | Fekete öves harcos, szerelmes Jackbe. |
| Rudy                  | Jason Earles         | Szalay Csongor  | Fekete öves mester.                   |
| Jerry Martinez        | Mateo Arias          | Baradlay Viktor | Harcos.                               |
| Eddie                 | Alex Christian Jones | Bogdán Gergő    | Harcos.                               |
| Bobby Wasabi          | Joel McCrary         | Faragó András   | A dódzsó tulajdonosa.                 |

## Epizódok
| Évad | Évad | Epizódok | Eredeti sugárzás  | Eredeti sugárzás  | Magyar sugárzás      | Magyar sugárzás     |
| Évad | Évad | Epizódok | Évadpremier       | Évadfinálé        | Évadpremier          | Évadfinálé          |
| ---- | ---- | -------- | ----------------- | ----------------- | -------------------- | ------------------- |
|      | 1    | 21       | 2011. június 13.  | 2012. március 26. | 2012. május 5.       | 2013. február 24.   |
|      | 2    | 23       | 2012. április 2.  | 2012. december 3. | 2013. augusztus 10.  | 2014. december 6.   |
|      | 3    | 22       | 2013. április 1.  | 2014. január 27.  | 2015. január 11.     | 2016. augusztus 28. |
|      | 4    | 18       | 2014. február 17. | 2015. március 25. | 2019. szeptember 22. | 2019. október 6.    |